# Jewgeni Nikolajewitsch Somow
Jewgeni Nikolajewitsch Somow (russisch Евгений Николаевич Сомов; * 15. April 1910 in Moskau; † 22. Juli 1944 in Kasan) war ein russischer Schachkomponist. In den frühen 1930er Jahren nahm er den Doppelnamen Somow-Nassimowitsch (Сомов-Насимович) an.
Somow verfasste ab 1926 etwa einhundert Schachstudien.
Somow war der Sohn des Autors Nikolai Fjodorowitsch Nassimowitsch, der unter dem Pseudonym N. Tschuschak (russisch чужак für Fremdling) schrieb, und der Bolschewikin Nina Iwanowna Somowa. Somows Bruder Michail starb bereits im Alter von zehn Jahren in der Zeit des russischen Bürgerkriegs.
Somow arbeitete als Korrektor. In den 1940er Jahren arbeitete er in der Zigarettenfabrik Dukat in Moskau, wo er am 28. Februar 1943 festgenommen wurde. Am 19. Mai 1943 wurde Somow wegen „anti-sowjetischer und konterrevolutionärer Propaganda und Agitation“ nach Artikel 58.10 des RSFSR-Strafgesetzbuches in ein psychiatrisches Krankenhaus in der Tatarstaner Hauptstadt Kasan eingewiesen, in dem er einem Tatarstaner Gedenkbuch zufolge am 22. Juli 1944 starb. Seine Werke blieben erhalten und wurden nicht, wie es sonst bei nach Artikel 58 Verurteilten gängige Praxis war, aus der Literatur getilgt. Historiker nehmen dennoch an, dass Somow ein Opfer stalinistischer Repression wurde. Eine entsprechende Rehabilitation fand bis 2015 nicht statt.